# دنيس ديسرواسير
دنيس ديسرواسير هو لاعب هوكي جليد كندي، ولد في 28 مارس 1949 في كيركلاند ليك في كندا.

## وصلات خارجية
- دنيس ديسرواسير على موقع EliteProspects.com (الإنجليزية)
- دنيس ديسرواسير على موقع HockeyDB.com (الإنجليزية)